# Candy Paint (canción)
«Candy Paint» —en español: «Pintura de caramelo»— es una canción del cantante estadounidense Post Malone de la banda sonora de la película de acción de 2017 The Fate of the Furious. La pista fue lanzada por Republic Records el 20 de octubre de 2017 como el segundo sencillo del segundo álbum de estudio de Malone, Beerbongs & Bentleys (2018). La canción fue lanzada junto con la película y el resto de la banda sonora de la película.

## Antecedentes
Aparte de las referencias a los paseos, «Candy Paint» también menciona a Michael Scott, el jefe de Dunder Mifflin de The Office interpretado por Steve Carell.

## Rendimiento en las listas
«Candy Paint» debutó en el puesto 84 en el Billboard Hot 100, luego alcanzó el puesto 34. 

## Posicionamiento en listas
| Listas (2017–18)                          | Mejor posición |
| ----------------------------------------- | -------------- |
| Australia (ARIA)                          | 19             |
| Canadá (Canadian Hot 100)                 | 27             |
| República Checa (Singles Digitál Top 100) | 49             |
| Dinamarca (Tracklisten)                   | 18             |
| Hungría (Stream Top 40)                   | 32             |
| Irlanda (IRMA)                            | 31             |
| Países Bajos (Mega Single Top 100)        | 82             |
| Nueva Zelanda (Recorded Music NZ)         | 6              |
| Noruega (VG-lista)                        | 38             |
| Filipinas (Philippine Hot 100)            | 87             |
| Portugal (AFP)                            | 39             |
| Eslovaquia (Singles Digitál Top 100)      | 55             |
| Suecia (Sverigetopplistan)                | 39             |
| Suiza (Schweizer Hitparade)               | 97             |
| Reino Unido (UK Singles Chart)            | 65             |
| Estados Unidos (Billboard Hot 100)        | 34             |
| Estados Unidos (Hot R&B/Hip-Hop Songs)    | 21             |

| Lista (2018)                                     | Posición |
| ------------------------------------------------ | -------- |
| Australia (ARIA)                                 | 45       |
| Nueva Zelanda (Recorded Music NZ)                | 31       |
| Estados Unidos Hot R&B/Hip-Hop Songs (Billboard) | 62       |